# Gustave Raballand
Gustave Raballand (Le Perrier, 30 ottobre 1901 – Montbeton, 13 gennaio 1973) è stato un vescovo cattolico e missionario francese.

## Biografia
Gustave Raballand nacque il 30 ottobre 1901 a Le Perrier.
Nel 1924 entrò nel seminario delle missioni estere e fu ordinato diacono il 17 maggio 1925 e presbitero il 6 giugno seguente in entrambe le occasiooni a Parigi dall'arcivescovo Jean de Guébriant. Il 21 settembre dello stesso anno si imbarcò per la Cambogia.
Giunto a destinazione, iniziò subito a studiare la lingua khmer e nel 1927 fu nominato professore per il seminario maggiore di Phnom Penh. Nel 1932 fu nominato superiore del seminario minore di Cù lao Giêng in Vietnam (in quanto i due paesi erano uniti nella colonia dell'Indocina francese). Nel 1952 fu nominato superiore regionale delle missioni estere per il Vietnam, la Cambogia e il Laos.

### Ministero episcopale
Il 29 febbraio 1956 papa Pio XII lo nominò Vicario apostolico di Phnom-Penh, assegnandogli la sede titolare di Eguga. Ricevette l'ordinazione episcopale il 1º maggio seguente per imposizione delle mani del vescovo Charles Joseph Lemaire.
Fu padre conciliare durante il Concilio Vaticano II partecipando a tre delle quattro sessioni.
Durante gli anni del suo ministero si sforzò di diffondere la fede cattolica tra la popolazione cambogiana: la maggior parte dei fedeli presenti nel Paese era allora composta da vietnamiti.
Resse il vicariato per 6 anni, rassegnando le proprie dimissioni nell'aprile del 1962, ritirandosi poi a Sihanoukville.
Tempo dopo, tornò in Francia dove fu nominato cappellano del Carmelo di Lourdes. Morì a Montbeton il 13 gennaio 1973, all'età di 71 anni.

## Genealogia episcopale e successione apostolica
La genealogia episcopale è:
- Cardinale Scipione Rebiba
- Cardinale Giulio Antonio Santori
- Cardinale Girolamo Bernerio, O.P.
- Arcivescovo Galeazzo Sanvitale
- Cardinale Ludovico Ludovisi
- Cardinale Luigi Caetani
- Cardinale Ulderico Carpegna
- Cardinale Paluzzo Paluzzi Altieri degli Albertoni
- Papa Benedetto XIII
- Papa Benedetto XIV
- Papa Clemente XIII
- Cardinale Marcantonio Colonna
- Cardinale Giacinto Sigismondo Gerdil, B.
- Cardinale Giulio Maria della Somaglia
- Cardinale Carlo Odescalchi, S.I.
- Vescovo Eugène de Mazenod, O.M.I.
- Cardinale Joseph Hippolyte Guibert, O.M.I.
- Cardinale François-Marie-Benjamin Richard
- Arcivescovo Gustave Mutel, M.E.P.
- Vescovo Auguste Gaspais, M.E.P.
- Vescovo Charles Joseph Lemaire, M.E.P.
- Vescovo Gustave Raballand, M.E.P.

La successione apostolica è:
- Vescovo Yves Ramousse, M.E.P. (1963)